# Carole Goble
Carole Anne Goble (* 10. dubna 1961) je britská akademička, jenž je profesorkou počítačové vědy na University of Manchester. Je hlavní výzkumnicí projektů myGrid, BioCatalogue a myExperiment a podílí se na vedení Information Management Group (IMG).

## Vzdělání
Goble vystudovala Maidstone Grammar School for Girls. Svoji akademickou kariéru započala na University of Manchester, kde po studiu výpočetní techniky a informačních systémů v letech 1979 až 1982 získala bakalářský titul.

## Výzkum
Její současný výzkum se zabývá gridovými výpočty, sémantickým gridem, ontologií, biomedicínskou informatikou a bioinformatikou. Úspěšně zajišťovala financování od Evropské unie a Defense Advanced Research Projects Agency (DARPA).
Její práce byla publikována v předních recenzovaných vědeckých časopisech včetně Nucleic Acids Research, Bioinformatics, IEEE Computer, Journal of Biomedical Semantics, Briefings in Bioinformatics, Artificial Intelligence in Medicine, International Journal of Cooperative Information Systems, Journal of Biomedical Informatics, Nature Genetics nebo Drug Discovery Today.

## Kariéra
Goble začala pracovat na University of Manchester v roce 1985 a v roce 2000 byla jmenována profesorkou. Je členkou redakční rady vědeckých časopisů IEEE Internet Computing a International Journal of Web Service Research a byla šéfredaktorkou vědeckého časopisu Journal of Web Semantics.
Goble je členkou několika výborů, například poradního orgánu Science and Technology Facilities Council, Netherlands Bioinformatics Centre nebo European Grid Infrastructure.

## Ocenění
Goble v prosinci 2008 obdržela vůbec první Jim Gray e-Science Award za svou práci na Taverna workbench. V roce 2010 byla zvolena členkou Royal Academy of Engineering. V roce 2014 se stala Komandérkou Řádu britského impéria (CBE) za přínos vědě. V lednu 2018 jí byl udělen čestný doktorát od Maastricht University.